# Sporting Club angérien (Saint-Jean-d'Angély)
 (septembre 2023).
Si vous disposez d'ouvrages ou d'articles de référence ou si vous connaissez des sites web de qualité traitant du thème abordé ici, merci de compléter l'article en donnant les références utiles à sa vérifiabilité et en les liant à la section « Notes et références ».
Maillots
Dernière mise à jour : 7 octobre 2023.
Le Sporting Club angérien abrégé en SC Saint-Jean d'Angély est un club de football français situé à Saint-Jean-d'Angély en Charente-maritime.
Le club a participé au Championnat de France de football USFSA au début du XXe siècle. Il évolue actuellement en Régional 1 de la Ligue de football Nouvelle-Aquitaine.

## Histoire
Créé en 1902 par Paul Daubigné[réf. nécessaire], le Sporting Club angérien remporte quatre titres de champion des Charentes consécutifs entre 1911 et 1914. Le club se qualifie pour les huitièmes de finale du championnat de France  en 1911, 1912 et 1914.
Après la seconde guerre mondiale, le SCA reste longtemps au niveau régional avant de décliner durant les années 1970/1980 mais sous l'impulsion d'une équipe dirigeante ambitieuse, le club connu cinq accessions en sept saisons entre 1985 et 1992 pour atteindre la Division 4 et un titre de Champion du Centre-Ouest.
Le club reste deux saisons au niveau national.
- 1992-1993 : 3e du groupe G de Division 4
- 1993-1994 : 12e et premier relégué du groupe D de Nationale 3

Depuis le Sporting club angérien évolue de nouveau au niveau régional.

## Palmarès
- Champion de Division d'Honneur (DH) du Centre-Ouest[6] : 1992

## Coupe de France
Le club a atteint les trente-deuxièmes de finale de la compétition lors de l'édition 1939-1940 avec une défaite face aux Girondins de Bordeaux.

## Joueurs et anciens joueurs
- Cheick Oumar Dabo[7].

## Anciens entraîneurs
- Stanislas Dombeck (1984-1990 et 1995-1996)
- Christian Laudu (1990-1993)
- Alain Larvaron (1996-1997)